# موریس بنت فلین
موریس بنت فلین (انگلیسی: Maurice Bennett Flynn; ۲۶ مهٔ ۱۸۹۲ – ۴ مارس ۱۹۵۹ (۶۶ سال)) بازیگر، و بازیکن فوتبال آمریکایی اهل ایالات متحده آمریکا بود.